# Mount Alpheratz
Mount Alpheratz är ett berg i Antarktis. Det ligger i Västantarktis. Argentina, Chile och Storbritannien gör anspråk på området. Toppen på Mount Alpheratz är 770 meter över havet, eller 74 meter över den omgivande terrängen. Bredden vid basen är 2,3 km.
Terrängen runt Mount Alpheratz är platt åt nordost, men åt sydväst är den kuperad. Trakten är obefolkad. Det finns inga samhällen i närheten.